# نيفيل برودي
نيفيل برودي (بالإنجليزية: Neville Brody)‏ هو مخرج فني ومصمم جرافيك بريطاني، ولد في 23 أبريل 1957 في Southgate, London ‏ في المملكة المتحدة.

## وصلات خارجية
- نيفيل برودي على موقع ميوزك برينز (الإنجليزية)
- نيفيل برودي على موقع ديسكوغز (الإنجليزية)